# Ризомания свёклы

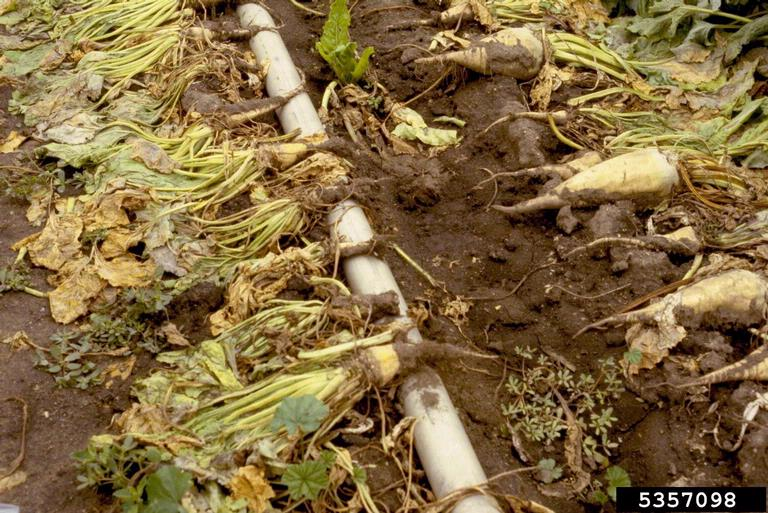
Свёкла, пораженная вирусом некротического пожелтения жилок

Ризома́ния свёклы — болезнь свёклы, вызываемая вирусом некротического пожелтения жилок (англ. Beet necrotic yellow vein virus, BNYVV), основным переносчиком которого служит одноклеточное паразитическое простейшее из отряда плазмодиофоровых — Polymyxa betae. Патоген имеет высокую жизнеспособность, которая сохраняется в течение многих лет. Также источником заражения может быть повилика, паразитическое растение из семейства вьюнковых.

## Эпидемиология
Заболевание сильнее проявляется при сочетании высокой температуры и переувлажнения почвы. В относительно сухом грунте ризомания проявляется значительно реже. Развитие болезни усиливается при нейтральной или слабощелочной реакции почвы.
Вредоносность ризомании проявляется в снижении массы корнеплодов. Масса пораженных корнеплодов в 10—15 раз ниже, чем здоровых. В пораженных ризоманией корнеплодах уменьшается сахаристость и выход сахара, ухудшаются технологические качества сырья.

## Заражение, профилактика
Распространение вируса ризомании происходит посредством плазмодиофоровых псевдогрибов Polymyxa betae с водой, растительными остатками, инвентарем, при транспортировке корнеплодов.
Для предотвращения распространения болезни необходимо соблюдать карантинные мероприятия при ввозе, вывозе, перевозке, хранении посадочного материала с почвой и внедрять устойчивые к ризомании гибриды сахарной свёклы.